# 東京大学運動会
一般財団法人東京大学運動会（とうきょうだいがくうんどうかい）は、東京大学の構成員などを会員とし、東京大学に所属する学生・教職員へのスポーツ機会の支援・助成する法人。元文部科学省所管。

## 概要
他大学での体育会に相当する組織である。
明治時代にのちに人見絹枝の育ての親としてその名を馳せることとなる木下東作によって運動会改革が実施され、現在に至る。
東京大学の学部生・大学院学生・研究生・教職員・卒業生・元教職員などを会員とする文部科学省所管の公益法人（高等教育局学生支援課管轄）である。このうち学部学生は、原則として全員運動会に入会するので、学部学生であれば誰でも御殿下記念館などの施設を用いて運動を行うことができる。また、運動会が主催する各種大会・講習会への参加、保健体育寮「スポーティア」などでの宿泊等も可能である。
しかしながら運動会に所属する部が出場している大会等に参加する場合には、さらに該当する部に所属する必要がある。

## 運動会に所属している部活動
東京大学公式サイトのサークル・運動部の活動に運動部一覧が掲載されている。なお、予算の配分や上記保健体育寮の運営などをとりまとめる部として「総務部」が設置されている。チームカラーは淡青。一時期、硬式野球部のみユニフォームをドジャーブルーにしていたが、これは不名誉な連敗記録保持者で、正式チームカラーでは“弱く見える”ためだという。
- 東京大学運動会漕艇部
- 東京大学運動会硬式野球部
- 東京大学運動会応援部
- 東京大学運動会ア式蹴球部
- 東京大学運動会籠球部レンジャース
- 東京大学運動会ラグビー部
- 東京大学運動会ヨット部
- 東京大学運動会ボディビル&ウェイトリフティング部
- 東京大学運動会準硬式野球部
- 東京大学運動会アメリカンフットボール部

ほか

## 参加している総合体育大会
- 全国七大学総合体育大会の構成校であり、大会を主管することがある。
- 2009年度より、京都大学との間で双青戦を開催している。

## 施設

### スポーティア
スポーティアは、財団法人東京大学運動会が運営している保養施設であり、正式名称は「東京大学運動会寮」という。うちスポーティア乗鞍のみは運動会が所有しているが、他は東京大学の所有である。以前は「保健体育寮」と呼ばれていたが、2000年に「スポーティア」という愛称を命名された。以下の4つの施設がある。
- スポーティア山中（山梨県南都留郡山中湖村）
- スポーティア戸田（静岡県沼津市）
- スポーティア下賀茂（静岡県賀茂郡南伊豆町）
- スポーティア乗鞍（長野県松本市）
- スポーティア谷川（群馬県利根郡みなかみ町、2006年廃寮）